# Fiat Ducato I
Les Fiat Ducato I - Alfa Romeo AR.6 - Citroën C25 - Peugeot J5 & Talbot Express sont des véhicules utilitaires légers issus d'un accord de collaboration signé entre les constructeurs Fiat et PSA en 1978.
Tous les modèles sont produits dans l'usine commune usine SEVEL Val di Sangro à Atessa, dans les Abruzzes, Italie et, jusqu'en juin 1994, dans l'ex usine Alfa Romeo V.I. de Pomigliano d'Arco, en Campanie aussi connue sous le nom d'ARVECO, pour l'Alfa Romeo AR.6 (réservé au marché italien) et le Talbot Express (réservé au marché britannique avec conduite à droite) et, à partir de 1989, du Fiat Talento 1re génération.

## Contexte
À la fin des années 1960, Gianni Agnelli, le patron du géant Fiat est sur le point de racheter Citroën à Michelin. Pour cela, la société PARDEVI a été créée pour servir de tremplin à cette opération délicate vis-à-vis du gouvernement français qui y mettra son veto après avoir validé le projet. L'opération, devenue caduque, ne règle pas la situation de Citroën qui a un besoin urgent d'un partenaire et de finances pour renouveler sa gamme et notamment remplacer son antique et désuet utilitaire Type H. Avant d'être obligé de céder Citroën à Peugeot (fortement suggéré à Renault qui a refusé puis imposé à Peugeot qui n'en voulait pas), Michelin avait aussi noué auparavant plusieurs partenariats techniques avec Fiat pour faire des économies sur les coûts de conception de certains véhicules. C'est ainsi que l'un des fruits de l'aide de Fiat est le gros utilitaire Fiat 242 et son frère jumeau, le Citroën C35, lancés en 1974. 
Après cette première expérience réussie, Peugeot, qui n’a plus que le Peugeot J7 comme fourgon à proposer dans sa gamme (lui-même remplaçant le D4 datant de 1950 (hérité de Chenard et Walker et dont la production avait cessé en 1965), se tourne à son tour vers Fiat pour concevoir un modèle utilitaire moderne. C'est en 1978 que Fiat et PSA unissent leurs forces dans le domaine et fondent, en Italie, la société commune SEVEL - Società Europea Veicoli Leggeri S.p.A. (Société Européenne de Véhicules Légers S.A.), renommée plus tard SEVEL Sud, qui construit l'usine SEVEL Val di Sangro à Atessa dans la vallée de Sangro, région des Abruzzes, dans le centre de l'Italie, côté Adriatique, dédiée spécialement à la fabrication du nouvel utilitaire.

## Fiat Ducato I
SEVEL Sud, société dirigée par Fiat Auto, présente, en octobre 1981 le premier fruit de cette collaboration : le Fiat Ducato. La production en série débute le 23 octobre 1981 à raison de 350 véhicules par jour : Fiat Ducato et ses clones Alfa Romeo AR.6, Citroën C25, Peugeot J5 et Talbot Express, (un an plus tard). Une seconde ligne de fabrication, restée opérationnelle jusqu'en juin 1994, a été installée dans l'ex usine Alfa Romeo V.I. de Pomigliano d'Arco, en Campanie pour la fabrication des Alfa Romeo AR.6 (réservé au marché italien), Talbot Express (avec conduite à droite, réservé au marché britannique) et, à partir de 1989, du Fiat Talento 1re génération aussi connu comme Ducato 10 sur les marchés d'exportation.
La première série a bénéficié d'un premier restylage en 1983 qui lui procure une nouvelle calandre aux bords plus prononcés qui encadrent les blocs optiques et surtout l'adoption du logo aux cinq barres chromées au centre de la calandre, comme sur les modèles automobiles de la gamme FIAT, inauguré avec les Panda Super et Ritmo II en 1982.
En 1989, Fiat lance la phase 2 du Ducato et une version à empattement court apparaît, baptisée Talento. La gamme s'élargie et se compose de 150 versions basées sur les modèles : Ducato 10 (1 tonne de charge utile), Ducato 13 (1,3 t), Ducato 14 (1,4 t) et Ducato 18 Maxi (1,8 t), châssis-cabine, fourgon, plateau-cabine et benne chantier.
En 1991, la gamme Ducato bénéficie d'un restylage important :
- le logo et la calandre sont plus fins, les clignotants blancs avec ampoule orange prennent place à côté des projecteurs, en extrémité de calandre,
- les rétroviseurs sont plus grands et à double support,
- les portières ont une découpe plongeante pour une meilleure visibilité dans les rétroviseurs, le déflecteur est remplacé par un plus grand verre triangulaire fixe,
- l'aménagement intérieur est entièrement revu,
- la planche de bord est aussi revue et comporte un cadre plus complet, des instruments plus fonctionnels.

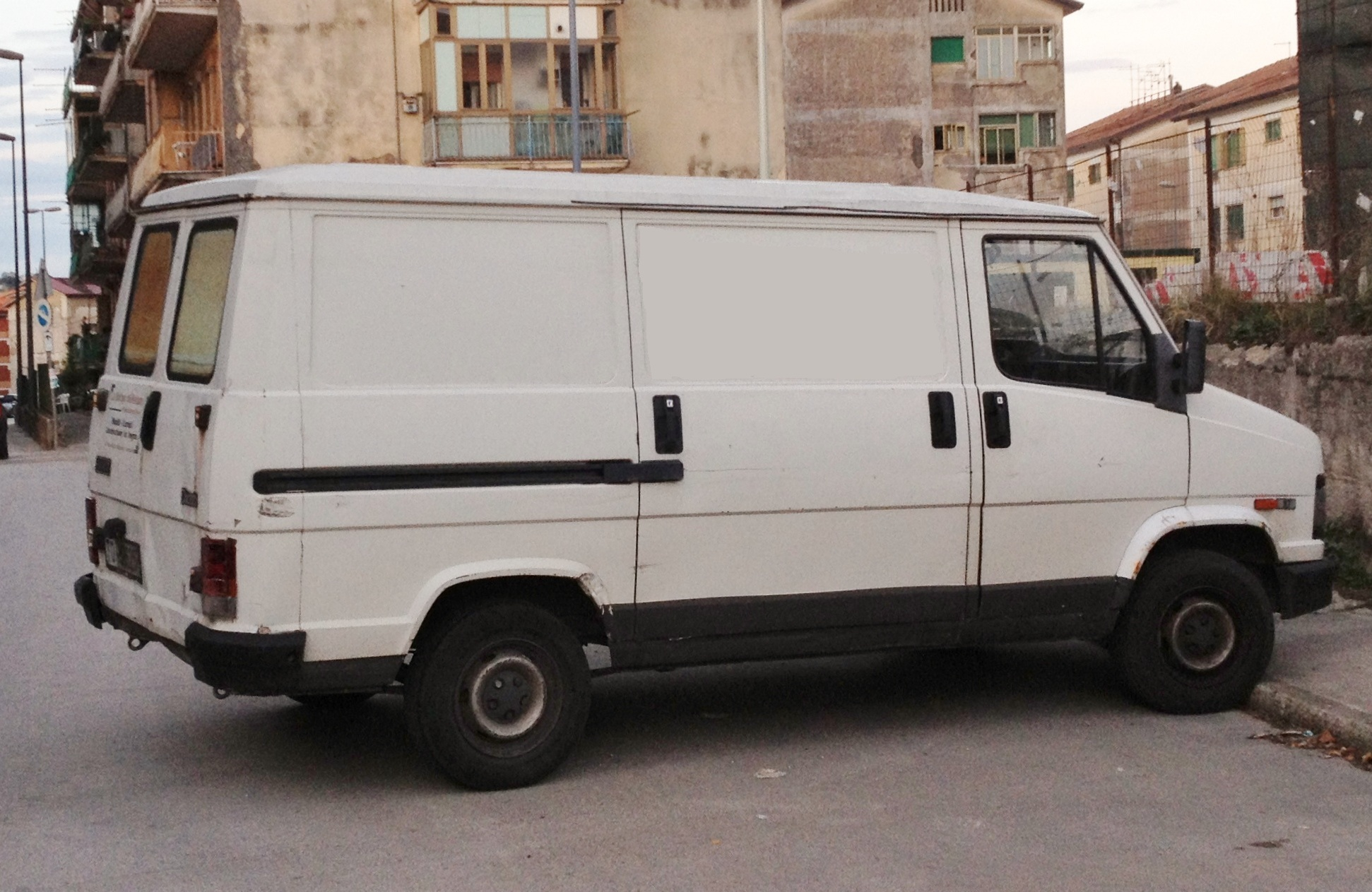
Fiat Ducato I (vue latérale porte coulissante (1981))
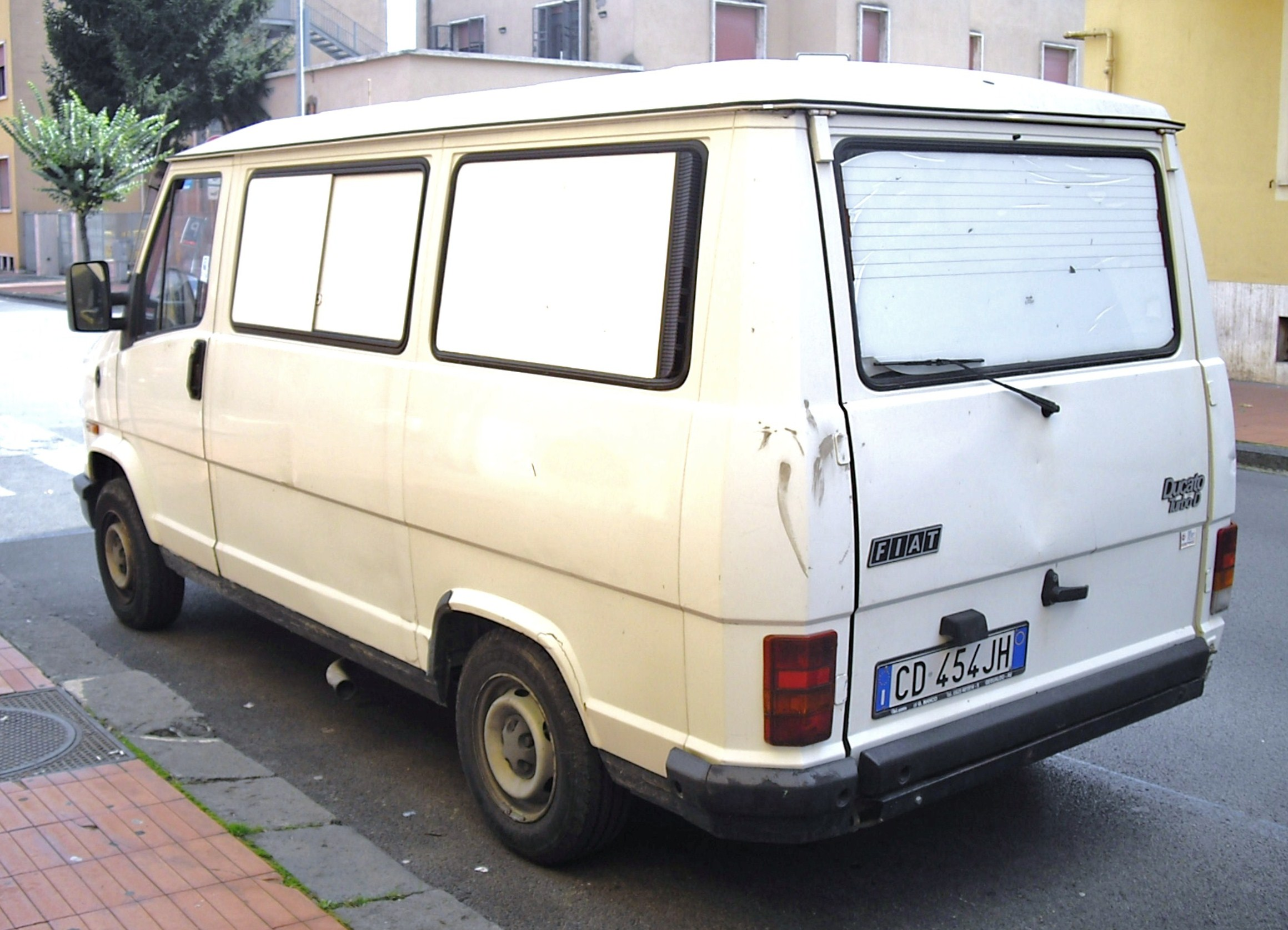
Fiat Ducato I Turbo D (vue arrière version hayon)
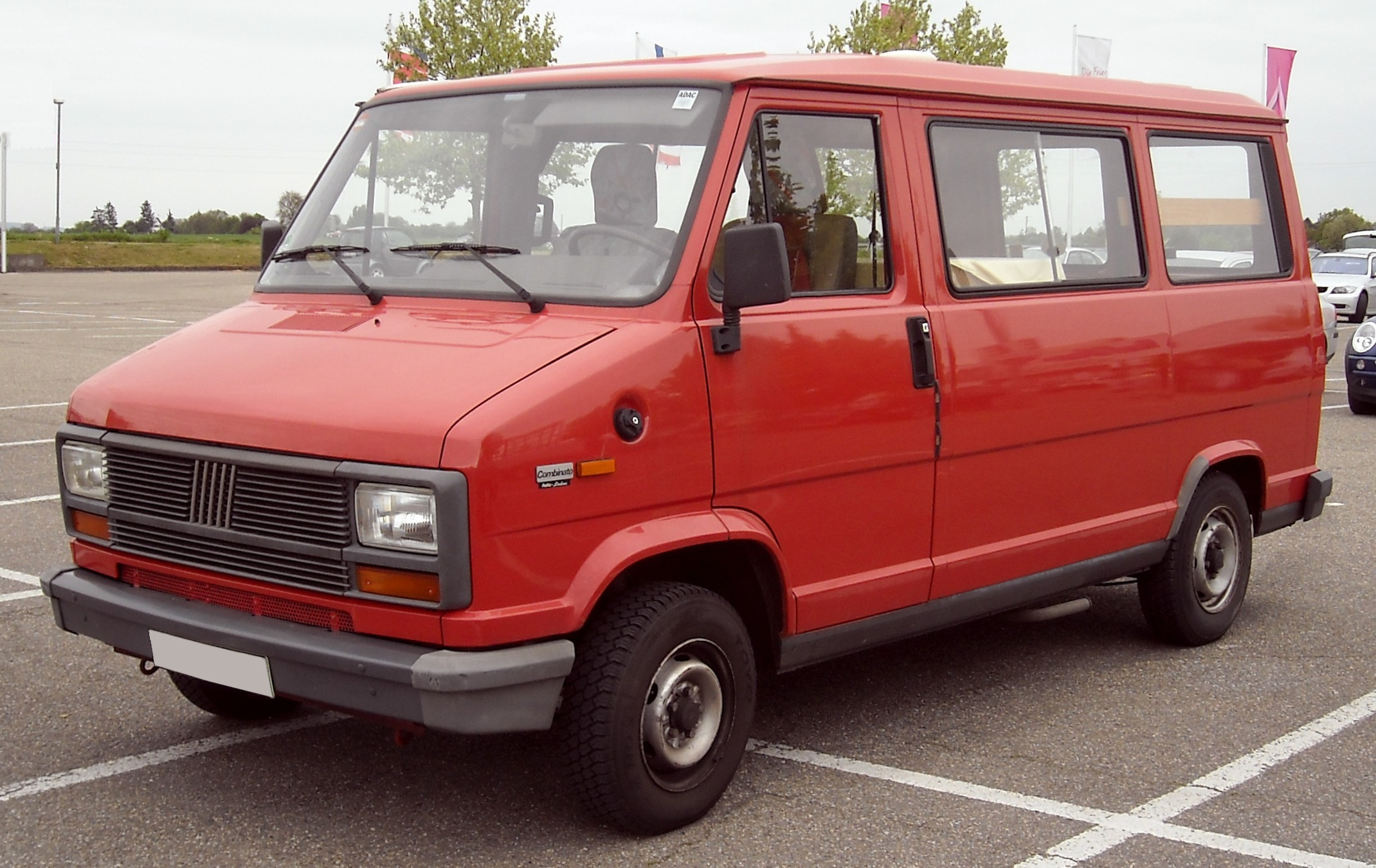
Fiat Ducato Minibus 1re génération phase 2 (1989)
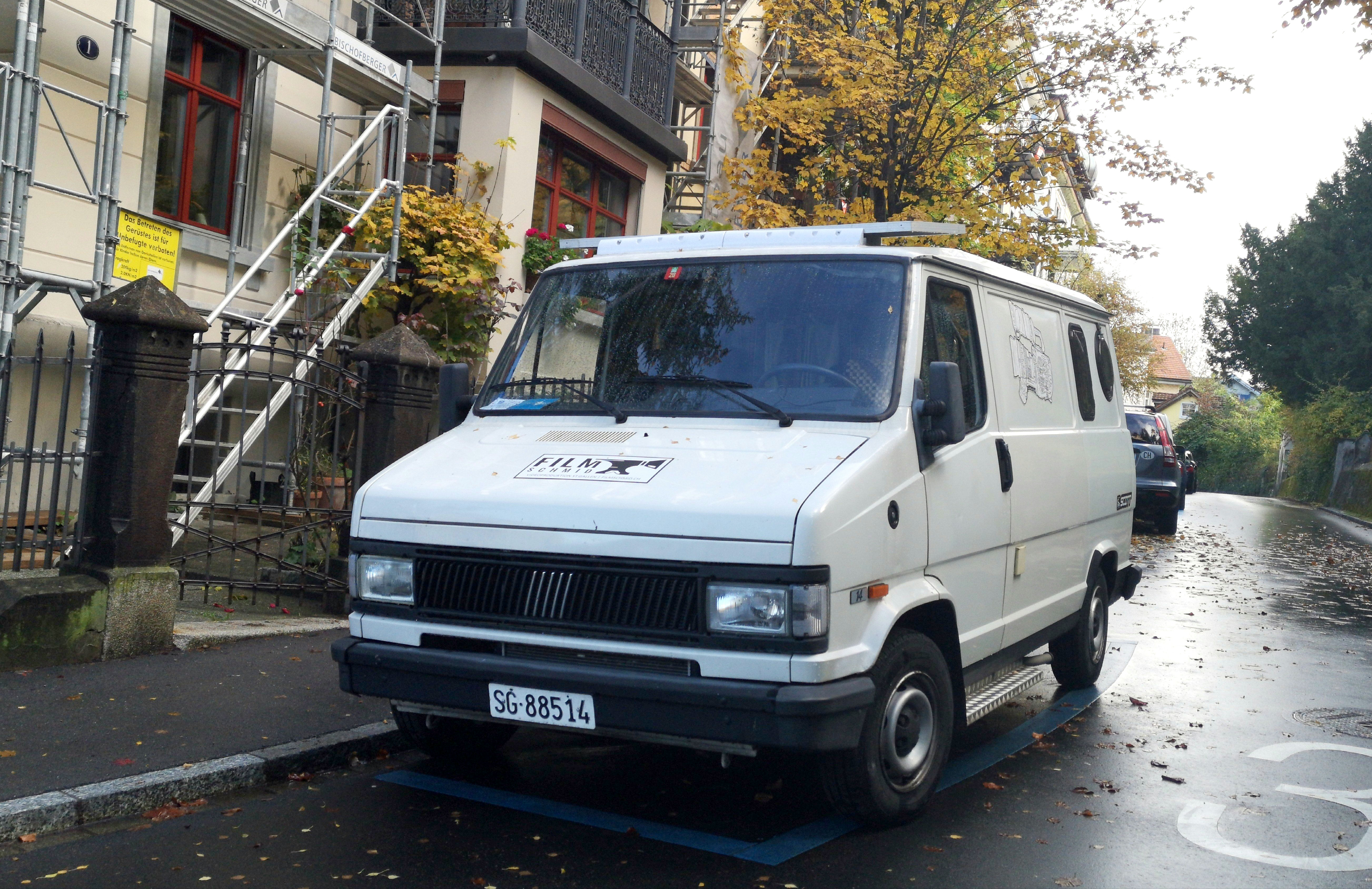
Fiat Ducato 1re génération phase 3 (1991)
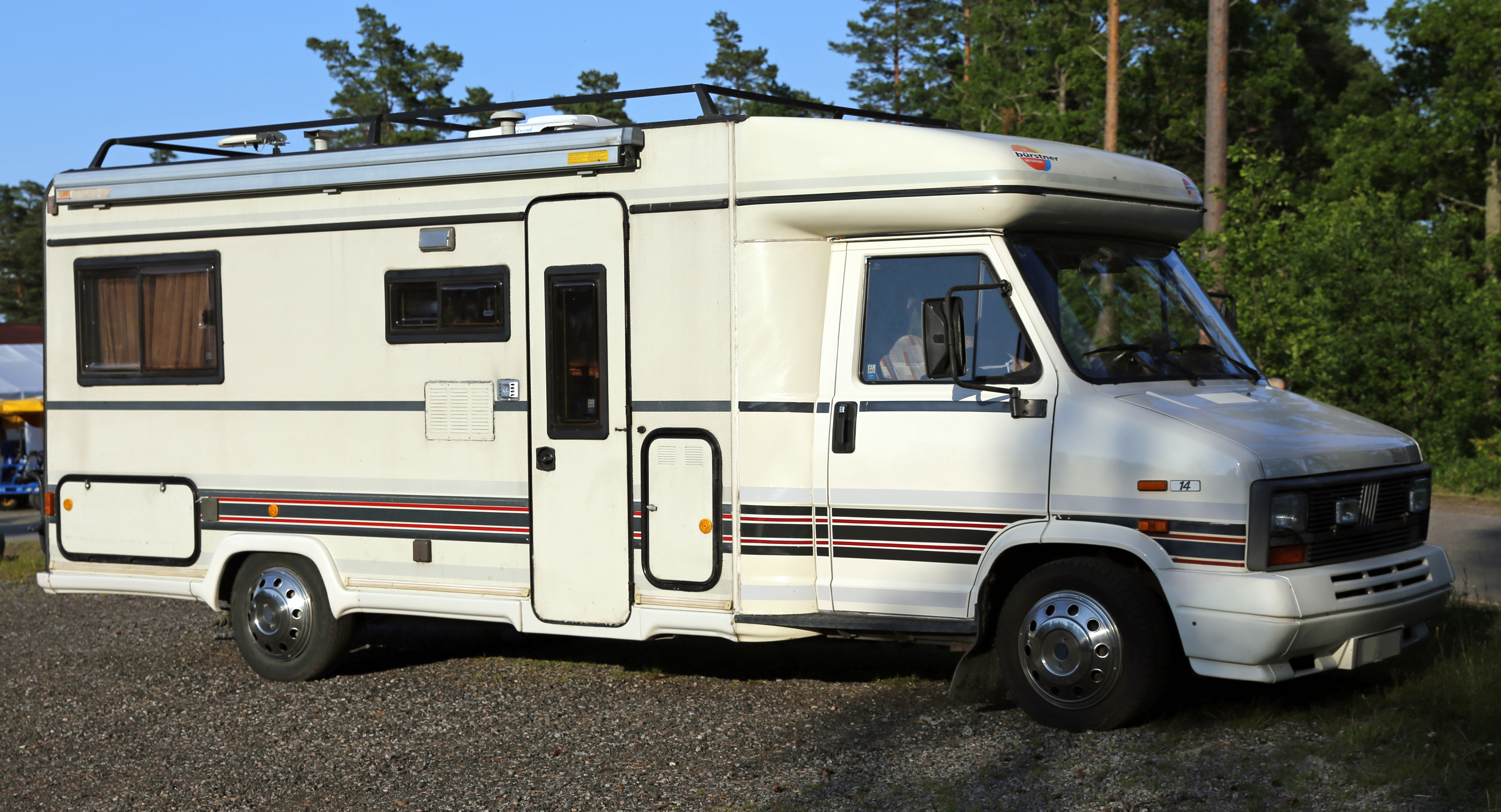
Camping-car Bürstner sur châssis Fiat Ducato 14 TD (1989)

## Alfa Romeo AR.6

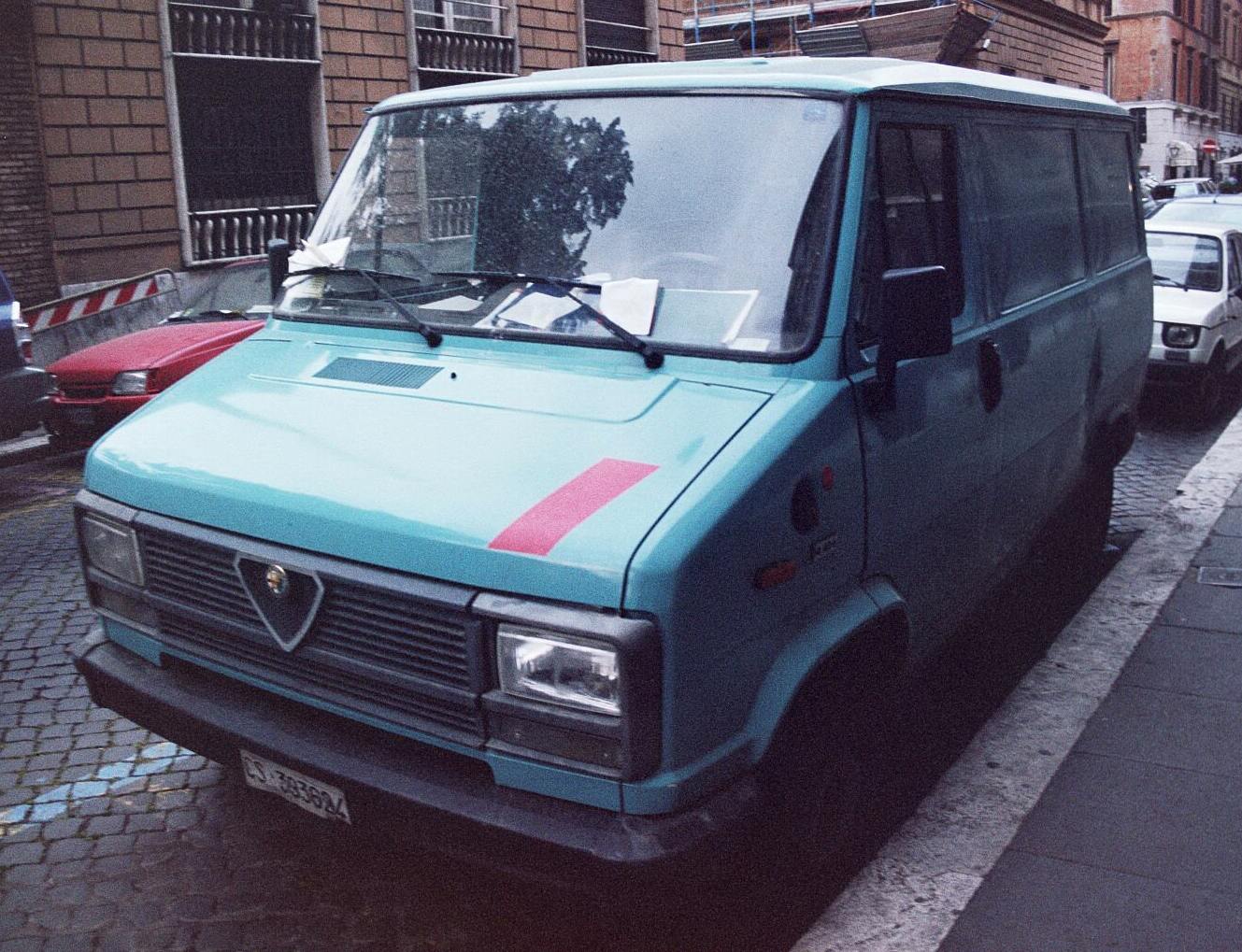
Alfa Romeo AR.6

L'Alfa Romeo AR.6 est présenté en même temps que le Fiat Ducato et ses dérivés. Il hérite de la même motorisation diesel SOFIM 8140 atmosphérique, de 2 499 cm3, développant 72 ch. L'AR.6 ne montera jamais de moteur essence. Après le rachat d'Alfa Romeo par Fiat en 1986, la fabrication de véhicules utilitaires badgés Alfa Romeo est arrêtée en 1993.
Après cette première génération de Ducato et la version courte Talento réservée à l'Italie mais disponible sur les autres marchés (sauf la France, marché réservé à Citroën et Peugeot), sous la référence Ducato 10, Fiat et PSA décident de poursuivre leur coopération et d'élargir leur gamme commune qui comportait pas moins de 500 variantes de ce modèle multifonctionnel.

## Citroën C25 / Peugeot J5

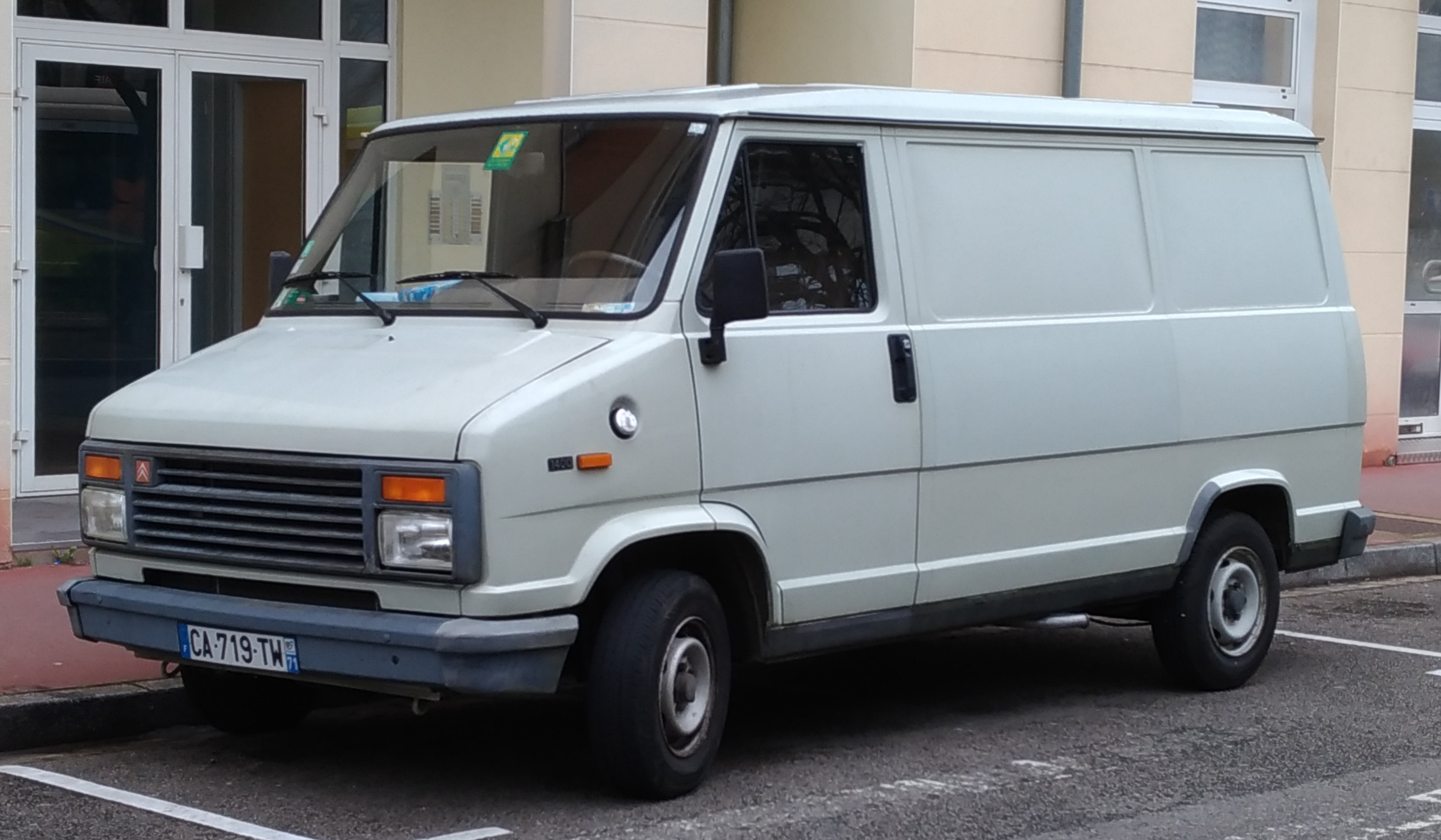
Citroën C25 1e génération restyling 1983

Les Citroën C25 et Peugeot J5 sont les versions françaises et le Talbot Express la version britannique du Fiat Ducato commercialisées à partir du mois de novembre 1981 en France, concurrents du Renault Trafic et en Grande-Bretagne, concurrent des Ford Transit et Fiat Ducato.
Ils sont les fruits de la collaboration avec le constructeur italien Fiat qui avait déjà enfanté, quelques années plus tôt, le Fiat 242/Citroën C35, véhicule techniquement très différent dont seulement l’esthétique générale a été reprise. Tous les modèles étaient fabriqués dans l'usine commune usine SEVEL Val di Sangro à Atessa (dans les Abruzzes, Italie), le groupe Fiat les vendant sous les marques Fiat (Ducato) et Alfa Romeo AR.6.
Le C25 succède à la version 1 000 kg du célèbre Type H. Les C25 et J5 sont des utilitaires de 2,5 tonnes de PTAC (d'où le nom C25). Quasi identiques, ils se différencient par une calandre inversée l'un par rapport à l'autre. Les premiers C25 avaient des phares ovoïdes de Citroën Ami 8 placés en bas et plus enfoncés dans la calandre, ensuite remplacés par des phares rectangulaires de Peugeot 104 de troisième génération identiques à ceux du Peugeot J5 qui, sur ce modèle, étaient placés en haut.
En février 1982, la gamme, qui comprenait quelques variantes avec un châssis à longerons, est complétée par un minibus et un fourgon vitré.

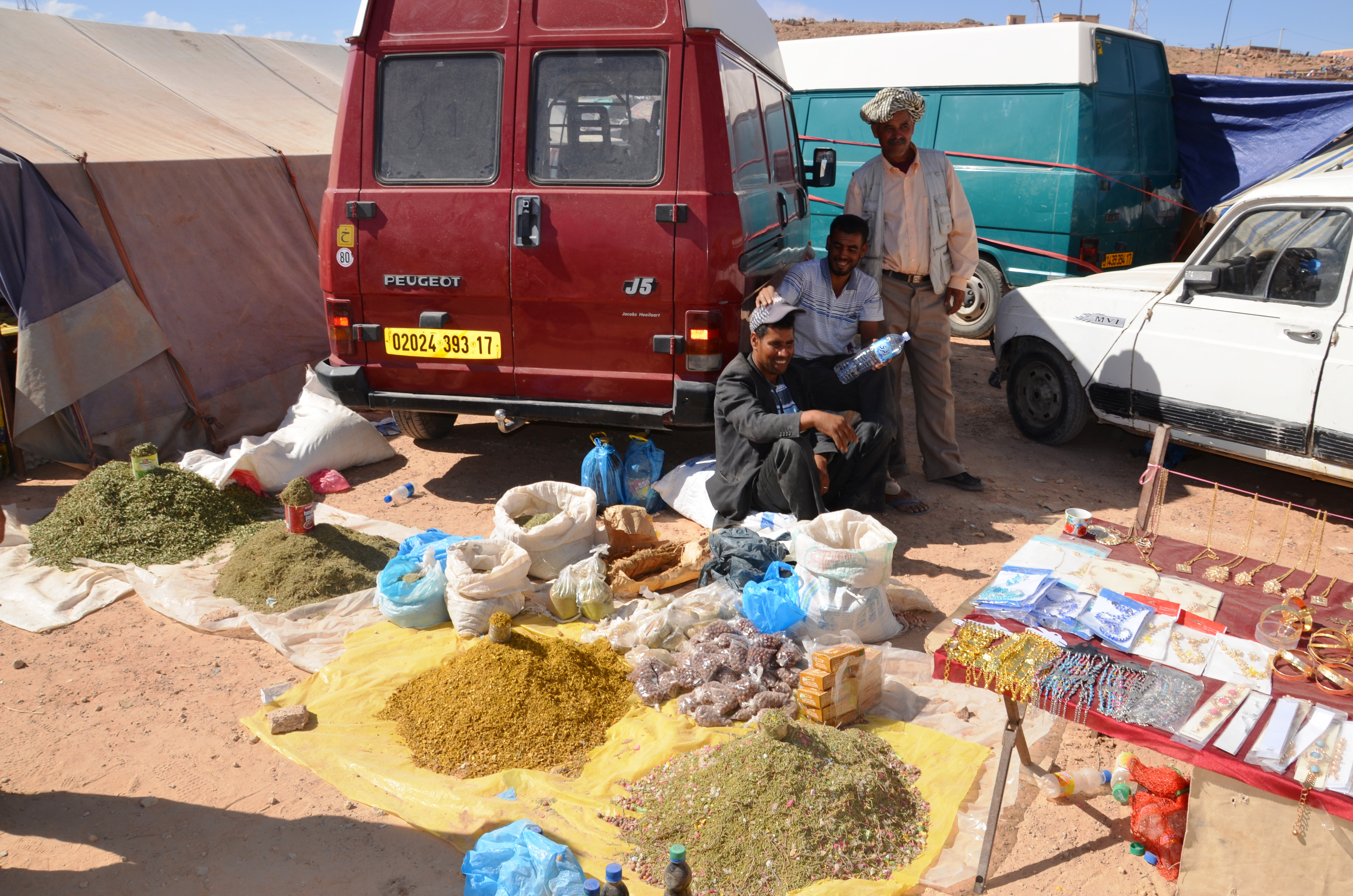
Marchand d'épices avec son J5 (Algérie, 2013)

Les moteurs du C25 et du J5 sont des quatre cylindres en ligne PSA à arbre à cames latéral. Ils dérivent des moteurs 1,8 L et 2,0 L de la Peugeot 504 pour les versions essence. Les versions Diesel 2,5 L dérivaient du « moteur série M » Citroën provenant de la Citroën CX. Ils sont installés transversalement avec boîte de vitesses à quatre ou plus souvent cinq rapports elle aussi dérivée de la CX. Le train avant est à roues indépendantes de type Mc Pherson. L'essieu arrière est rigide avec des ressorts à lames longitudinales. Le levier de vitesses est au volant et le frein à main à gauche du siège conducteur.
À partir de l’été 1987, les C25 et J5 Turbo D ont été commercialisés avec des roues plus grandes et un moteur diesel développant 95 ch au lieu des 75 ch précédemment. Le moteur Diesel 1,9 L atmosphérique XUD9 sera proposé à partir de décembre 1987, initialement pour les marchés hors France et Italie.
Une option transmission intégrale permanente (AV 80 %, AR 20 %) élaborée avec la société Steyr-Puch et équipée d’un viscocoupleur sera disponible catalogue dès janvier 1989.
En 1991, le C25 2e série et le J5 restylés adoptent des vitres de portière plongeantes et une calandre élargie qui déborde sur les côtés, les phares étant placés au centre de la hauteur, seul la place de l’écusson change sur la calandre (celui du C25 est excentré, placé sur le côté). Peugeot présente un J5 électrique de 58,5 ch destiné aux flottes de l’Administration et des grandes entreprises.
En 1994, les C25 et J5 sont respectivement remplacés par le Ducato 3e génération baptisés Jumper et Boxer. Le Ducato badgé Fiat sera alors enfin commercialisé en France.

## Talbot Express

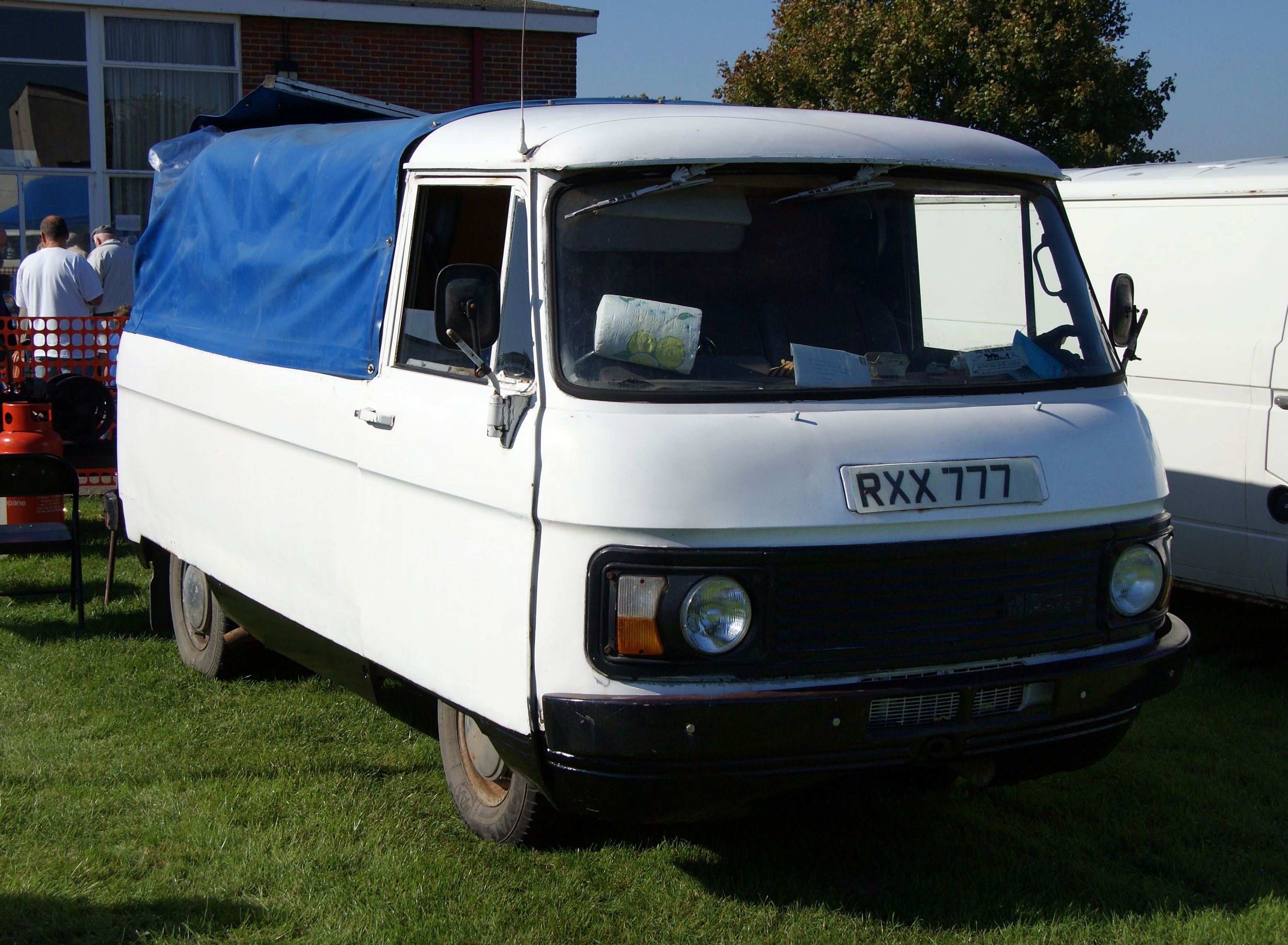
Dodge SpaceVan (MY 1980)

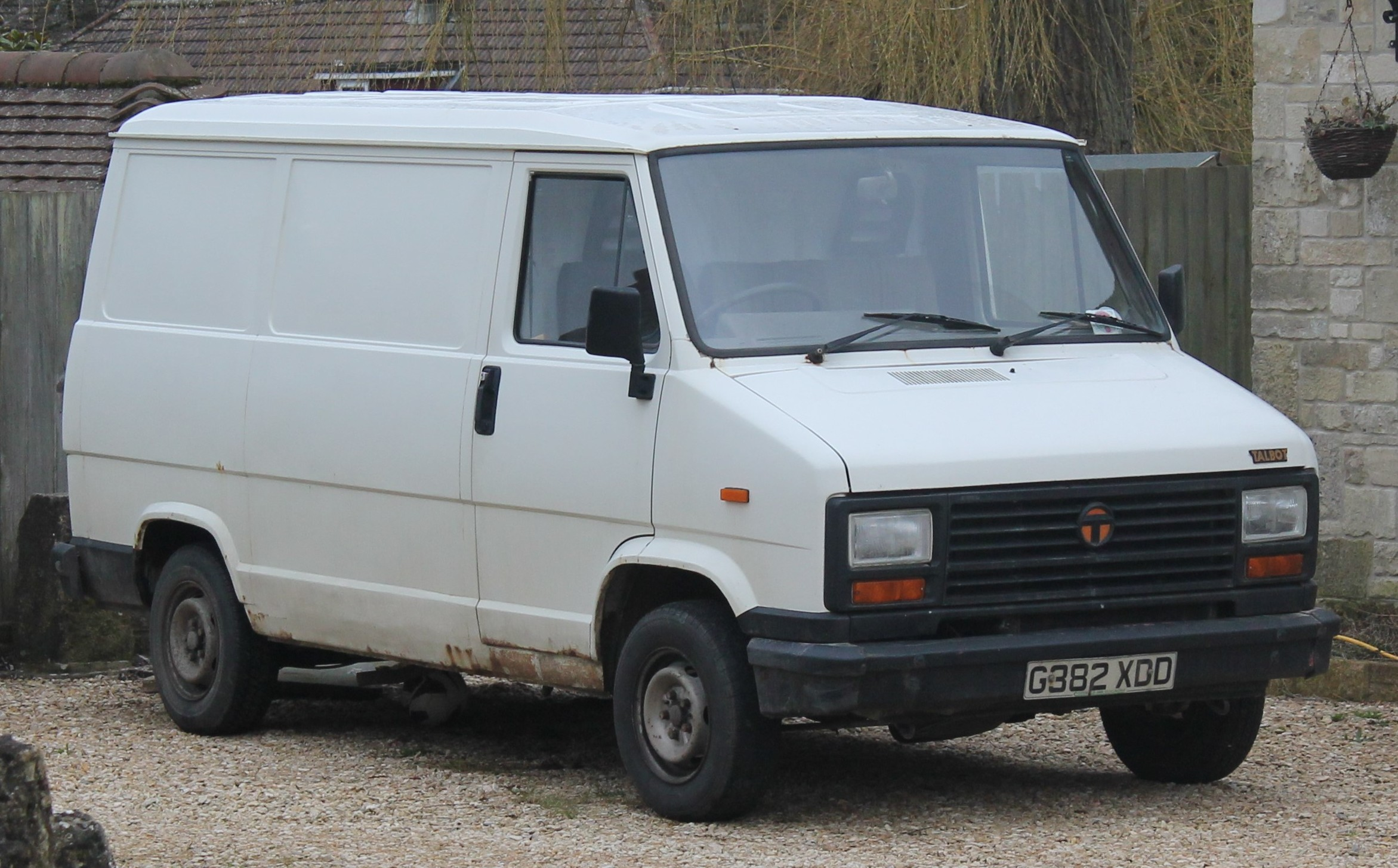
Talbot Express 1000P (1981)

Après le rachat de Chrysler Europe, en Grande-Bretagne, pour remplacer l'antique Dodge SpaceVan lancé en 1960, Peugeot a commercialisé le J5 sous le nom Talbot Express uniquement sur le marché britannique, compte-tenu de l'importance de la marque Talbot outre-manche, au début des années 1980. Présenté un an après les Fiat Ducato, Alfa Romeo AR.6, Citroën C25 et Peugeot J5, le Talbot Express était en concurrence avec les Ford Transit et Fiat Ducato. Il était équipé d'un très long levier de vitesses au plancher car Peugeot n'a jamais voulu réaliser une véritable adaptation de la version pour conduite à droite qui a été commercialisée en Grande-Bretagne jusqu'en 1995.
NDR : Talbot était une marque automobile fondée en 1902 par la société franco-britannique Clément-Talbot. Les fondateurs, Charles Chetwynd-Talbot et Adolphe Clément-Bayard. En août 1920, la société Clément-Talbot est intégrée dans le consortium britannique STD Motors Ltd regroupant les constructeurs Sunbeam, Talbot et Darracq. Peu après, Darracq, la branche française de STD Motors, est rebaptisée Talbot. En 1935, après la faillite de STD Motors, le Groupe Rootes rachète l'usine Talbot de Londres et l'ingénieur italien Antonio Franco Lago rachète la branche française de Talbot et l'usine de Paris. Lago y produit des véhicules sous les marques Talbot et Talbot-Lago. En 1938, Rootes rebaptise Clément-Talbot Ltd en Sunbeam-Talbot mais, au milieu des années 1950, cesse d'utiliser la marque Talbot. En 1958, Antonio Franco Lago vend à Enrico Teodoro Pigozzi, (le patron de Simca alors filiale de Fiat), la marque Talbot (France) et son usine de Suresnes. Fiat vend Simca à Chrysler en 1962, Chrysler vend ses filiales européennes à PSA en 1978, Fiat rachète Chrysler en 2009, PSA fusionne avec Fiat Auto pour fonder Stellantis en 2021. La marque Talbot, ressuscitée par PSA en 1979, est définitivement abandonnée en 1994.

## Motorisations de la gamme Ducato1regénération
Pour la 1re génération :
- les motorisations essence sont toutes d'origine PSA et équipent tous les modèles. Contrairement à la France et le Royaume-Uni, les versions essence n'ont quasiment pas été vendues en Italie.
- plusieurs motorisations diesel ont équipé les modèles :
  - Fiat Ducato et Talento et Alfa Romeo AR.6 : uniquement des moteurs Fiat et Fiat-SOFIM,
  - Citroën C25, Peugeot J5 et Talbot Express :
    - les moteurs PSA,
    - le moteur 2,4 L, Fiat-SOFIM 8144.61 2 428 cm3 - 72 Ch DIN à 4 200 tr/min de 1989 à 1991,
    - le moteur 2,5 L, Fiat-SOFIM 8140.61 2 499 cm3 - 72 Ch DIN à 4 000 tr/min de 1981 à 1989,
    - et sa version turbocompressée SOFIM 8140.27 2 499 cm3 - 92 Ch DIN à 3 800 tr/min, de 1989 à 1994.

| Version           | Type                    | Cylindrée (cm3) | Puissance (Ch DIN (kW) @ tr/min) | Couple (Nm @ tr/min) | Modèles                                                 |
| ----------------- | ----------------------- | --------------- | -------------------------------- | -------------------- | ------------------------------------------------------- |
| Moteurs essence   |                         |                 |                                  |                      |                                                         |
| 1.8               | PSA XM7T                | 1 796           | 67 (51) @ 4 800                  | 136 @ 2 300          | C25 / J5 / Express (1981-92)                            |
| 2.0               | PSA 170/B XN1T          | 1 971           | 78 (57) @ 5 000                  | 152 @ 2 500          | Ducato / C25 / J5 / Express (1981-92) Talento (1989-92) |
| 2.0               | PSA 170C XN1TA          | 1 971           | 86 (63) @ 4 750                  | 160 @ 2 500          | Ducato / C25 / J5 / Express (1987-92)                   |
| 2.0 cat           | PSA 170D XN1TACP        | 1 971           | 84 (62) @ 4 750                  | 160 @ 2 500          | Ducato / Talento / C25 / J5 / Express (1993-94)         |
| Moteurs diesel    |                         |                 |                                  |                      |                                                         |
| 1.9               | PSA XUD9A               | 1 905           | 65 @ 4 600                       | 120 @ 2 500          | C25 / J5 / Express (1981-94)                            |
| 1.9               | Fiat 149B.1000          | 1 929           | 69 @ 4 600                       | 120 @ 2 500          | Ducato & AR.6 (1981-89) / Talento (1989-92)             |
| 1.9 TD            | Fiat 280A.1000          | 1 929           | 82 @ 4 100                       | 181 @ 2 500          | Ducato (1990-94)                                        |
| 2.4               | SOFIM 8144.61           | 2 428           | 72 @ 4 200                       | 147 @ 2 400          | C25 / J5 / Express (1989-91)                            |
| 2.5               | PSA CRD93L              | 2 446           | 73 @ 4 250                       | 149 @ 2 250          | C25 / J5 / Express (1981-86)                            |
| 2.5               | SOFIM 8140.07           | 2 499           | 72 @ 4 000                       | 162 @ 2 000          | Ducato / AR.6 / C25 / J5 / Express (1991-94)            |
| 2.5 TD            | PSA CRD93LS             | 2 446           | 95 @ 3 800                       | 215 @ 2 200          | C25 / J5 / Express (1987-89)                            |
| 2.5 TD            | SOFIM 8140.27           | 2 499           | 95 @ 3 800                       | 215 @ 2 200          | Ducato / AR.6 / Talento / C25 / J5 / Express (1989-94)  |
| Moteur électrique |                         |                 |                                  |                      |                                                         |
| Elettra           | Leroy-Sommer T29C LT250 | -               | 58,5 (43)                        | 230                  | Talento (1990-94)                                       |

### Production par modèle
Tableau récapitulatif de la production détaillée du Ducato I 1re et 2e génération (type ZFA 280 & 290) par modèle entre son lancement en 1981 et 1993. Production cumulée telle qu'elle résulte des données publiées par le CCFA et l'OICA (en son temps) dans les usines SEVEL Val di Sangro à Atessa, dans les Abruzzes, Italie et, jusqu'en juin 1994, dans l'ex usine Alfa Romeo V.I. de Pomigliano d'Arco, en Campanie.
| Année | Fiat Talento I | Fiat Ducato I | Alfa Romeo AR.6 | Citroën C25 | Peugeot J5 | Talbot Express |
| 1981  |                | NC            | NC              | NC          | NC         | NC             |
| 1982  |                | NC            | NC              | NC          | NC         | NC             |
| 1983  |                | NC            | NC              | NC          | NC         | NC             |
| 1984  |                | 50 180        | 50 180          | 19 511      | 19 905     | 19 905         |
| 1985  |                | 45 100        | 45 100          | 17 000      | 22 875     | 22 875         |
| 1986  |                | 46 420        | 46 420          | 18 700      | 26 600     | 26 600         |
| 1987  |                | 51 100        | 51 100          | 26 610      | 28 000     | 28 000         |
| 1988  |                | 55 730        | 55 730          | 32 400      | 32 865     | 32 865         |
| 1989  | 94 300         | 94 300        | 94 300          | 29 149      | 35 900     | 35 900         |
| 1990  | 139 768        | 139 768       | 139 768         | 28 731      | 37 915     | 37 915         |
| 1991  | 143 301        | 143 301       | 143 301         | 22 090      | 36 669     | 36 669         |
| 1992  | 114 392        | 114 392       | 114 392         | 12 839      | 33 764     | 33 764         |
| 1993  | 74 140         | 74 140        | 74 140          | 2 864       | 20 758     | 20 758         |
| Total |                |               |                 | 247 341     |            |                |
| Total | 1 085 136      |               |                 |             |            |                |

Chiffres CCFA & OICA. Données 1981 à 1983 inconnues.

### Galerie de photographies

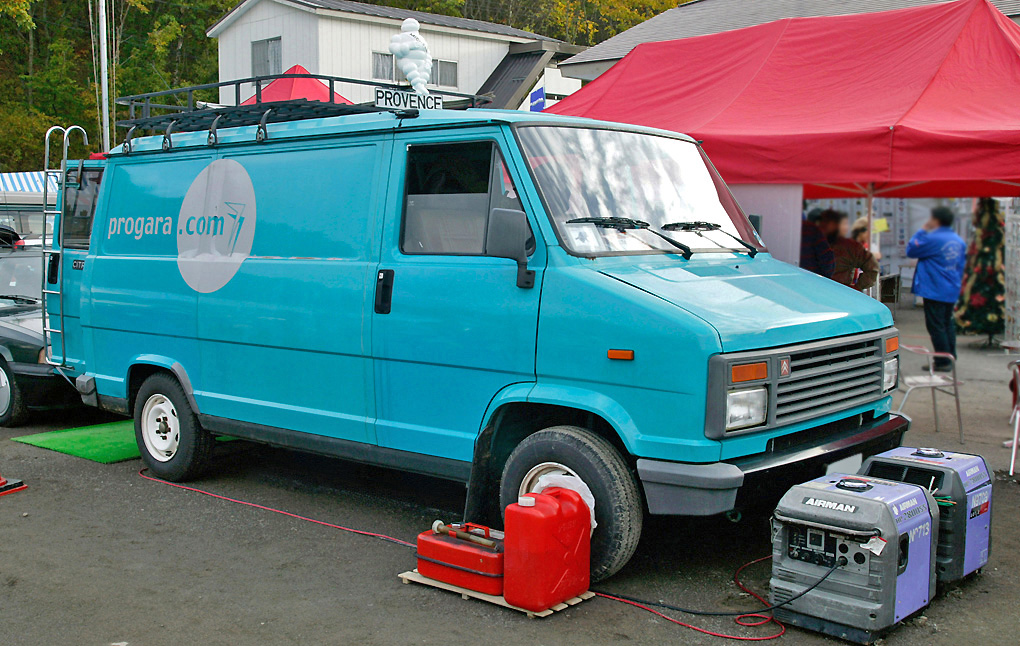
Citroën C25.
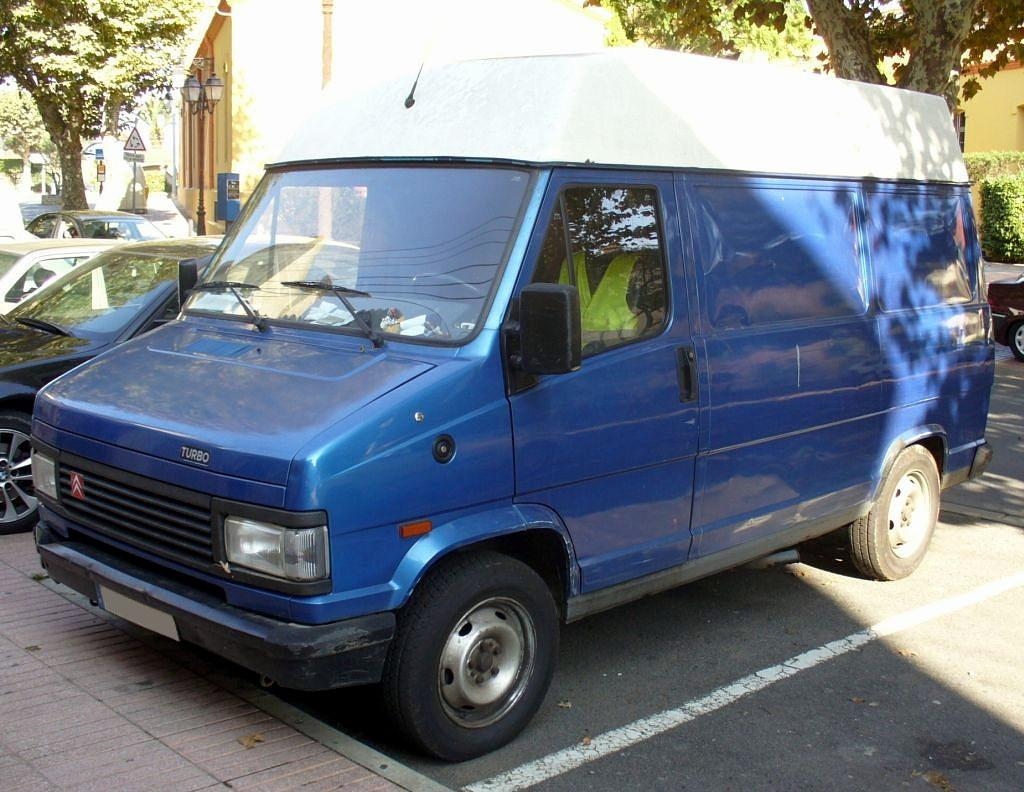
Citroën C25 Phase 2.
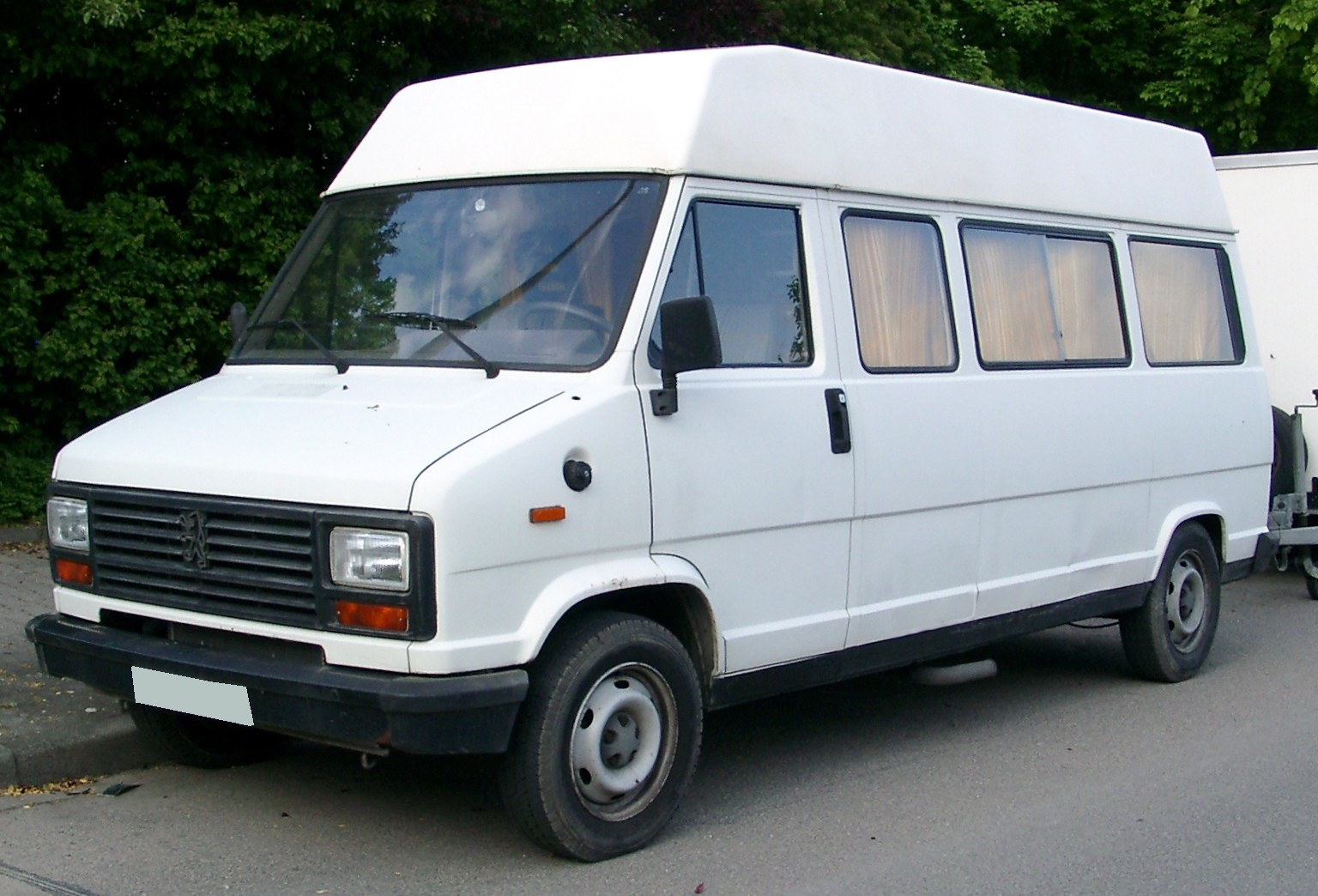
Peugeot J5.

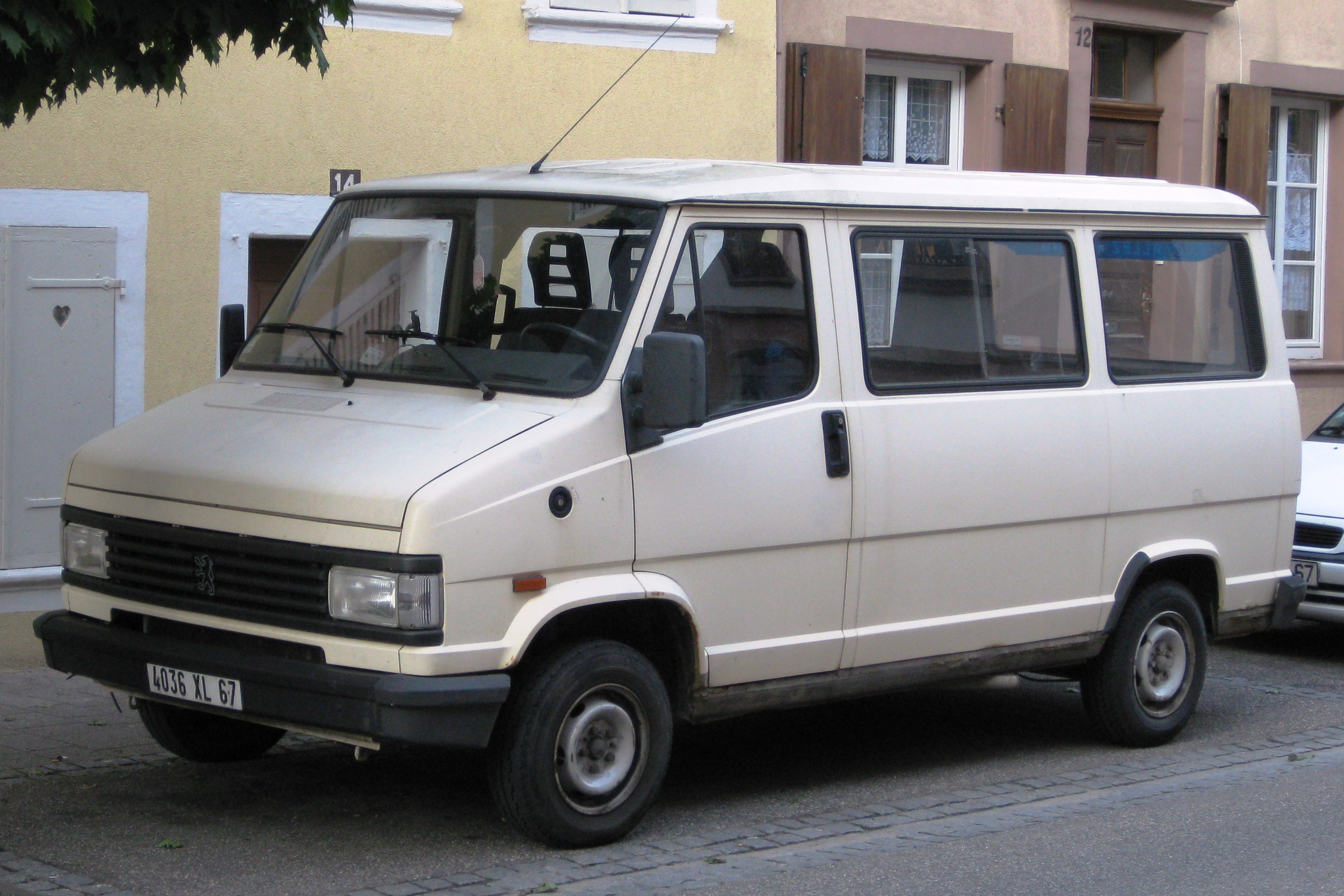
Peugeot J5 deuxième Phase.
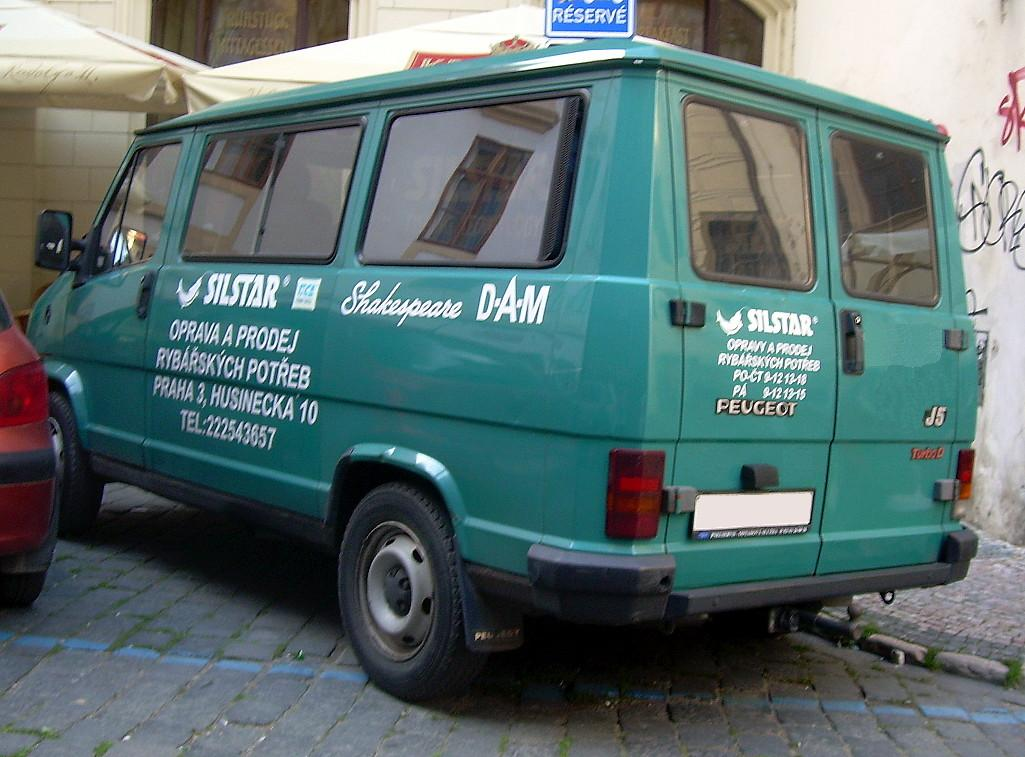
Arrière du Peugeot J5 deuxième phase.
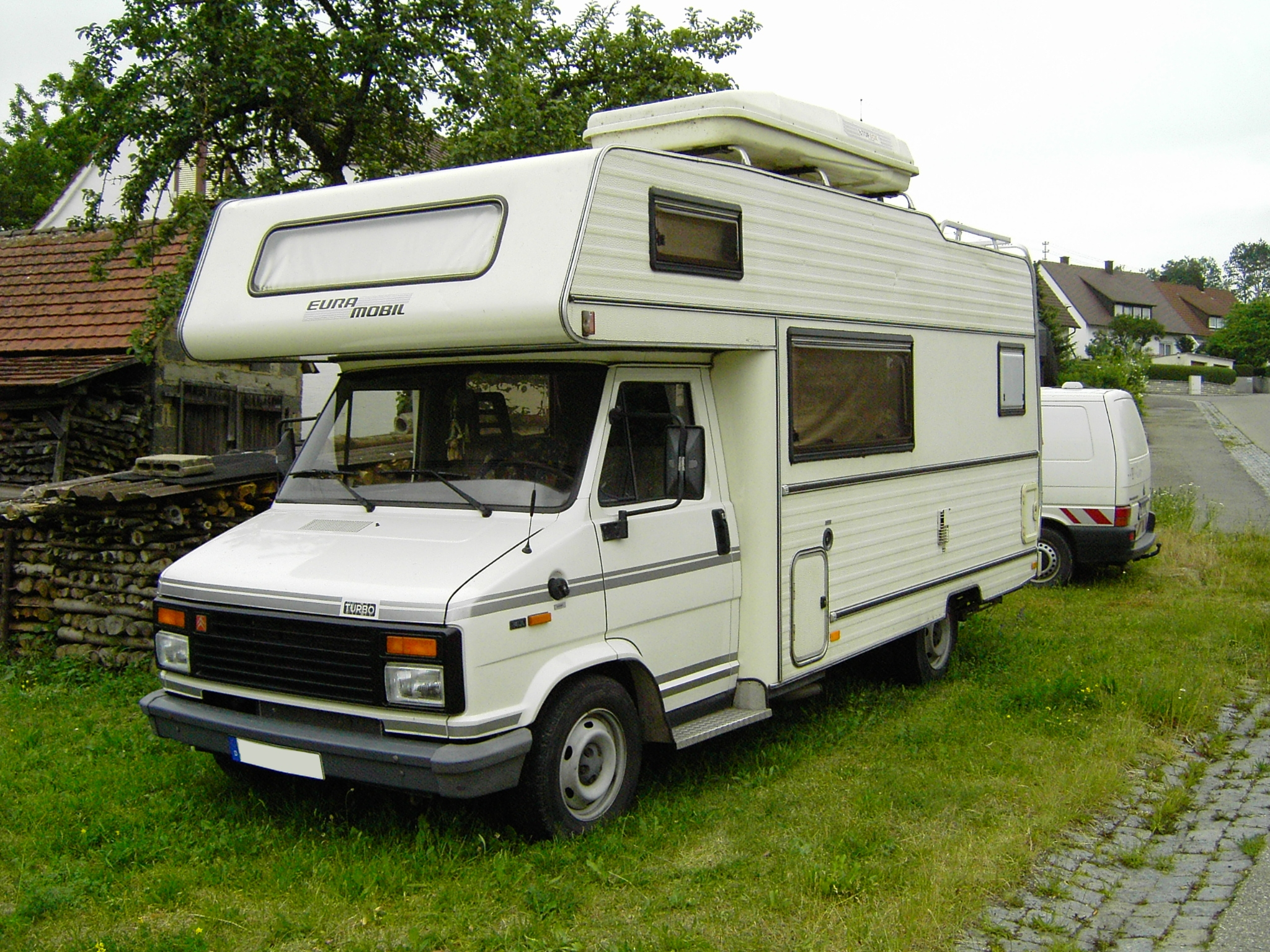
Citroën C25 camping-car.
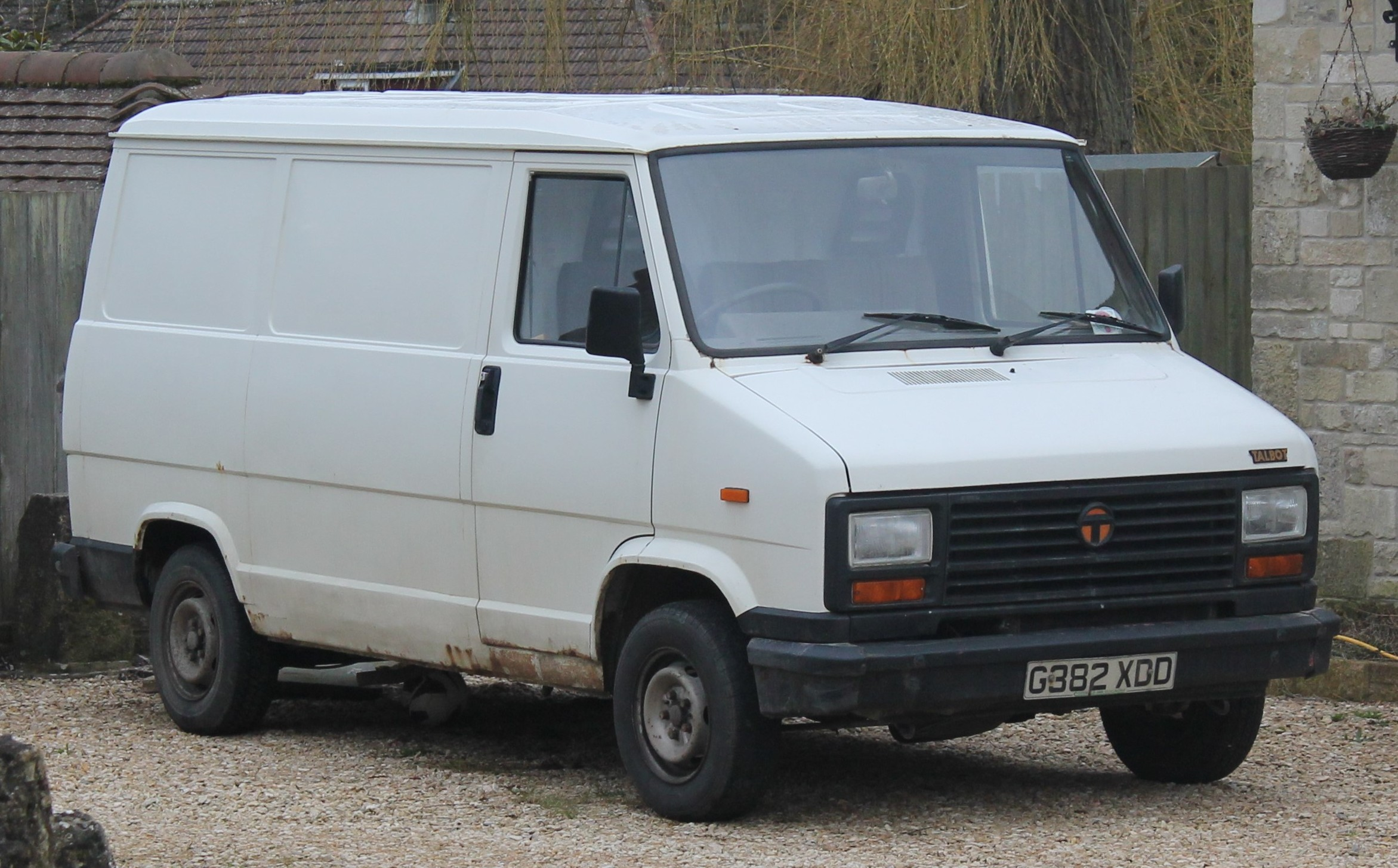
Talbot Express.